# Parížsky šalát

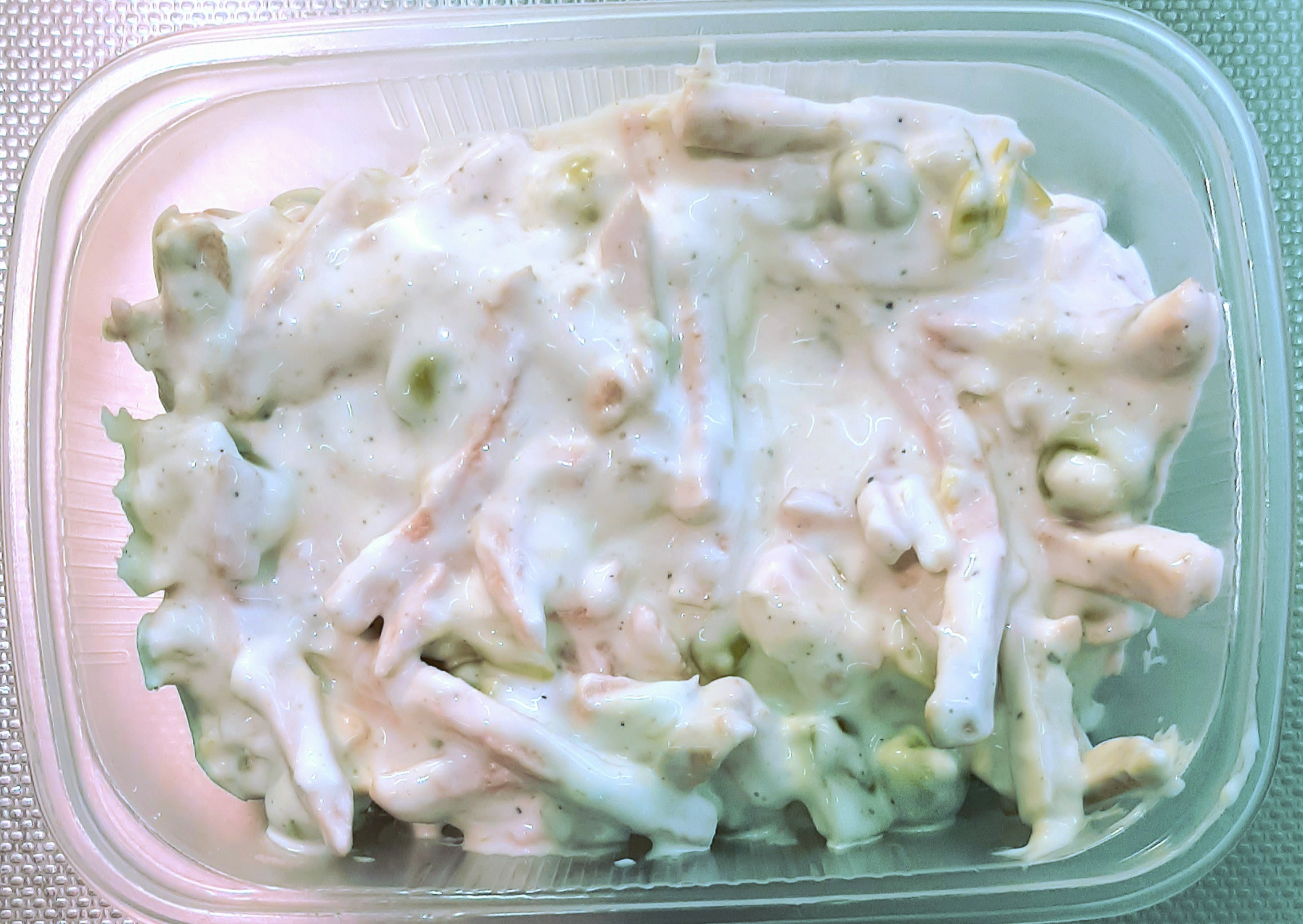
Il parížsky šalát slovacco

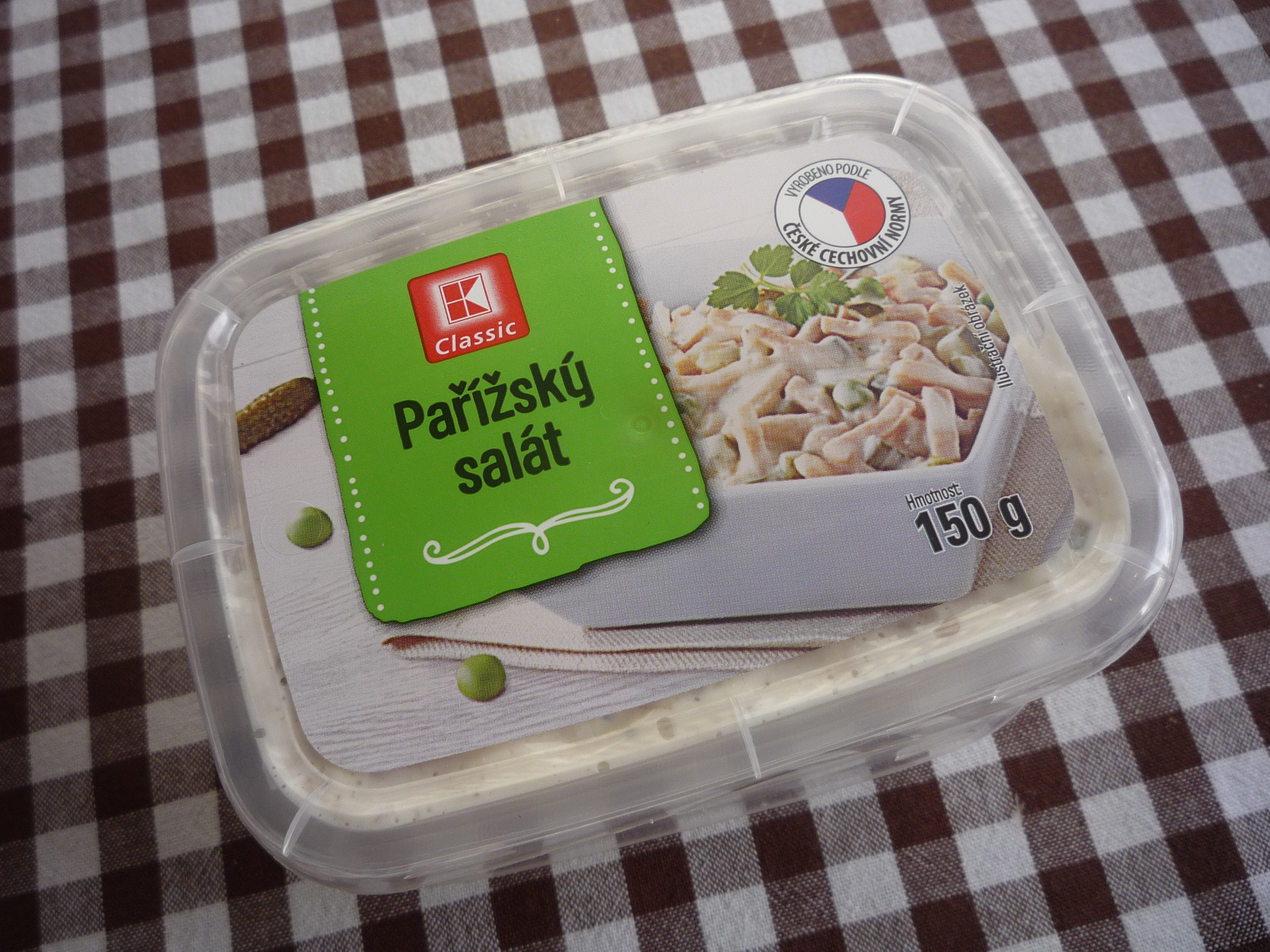
Il pařížský salát di una catena commerciale Kaufland nel Repubblica Ceca

Il parížsky šalát /'pariːʂski ʂalaːt/, in Slovacchia, o pařížský salát /'par̝̊iːʂskiː salaːt/, nel Repubblica Ceca, (italiano: insalata parigina, colloquiale parižák, parížák o pařížák) è un tipo di insalata preparata con parizer o altro tipo di salsiccia morbida, cetriolo sterilizzato in agrodolce, cipolla, piselli sterilizzato, maionese, senape, sale, pepe macinato, salsa Worcestershire, aceto e zucchero.